# Associação Desportiva Recreativa Cultural Icasa
A Associação Desportiva Recreativa Cultural Icasa é um clube de futebol brasileiro com sede na cidade de Juazeiro do Norte, no interior do estado do Ceará. Foi fundada em 7 de janeiro de 2002, adotando as mesmas cores e o escudo do extinto Icasa Esporte Clube.

## História

### Antecedentes
O Icasa Esporte Clube surgiu com Teodoro de Jesus Germano, mais conhecido como Doro Germano, organizando partidas de futebol entre os funcionários do setor de algodão e óleo da Indústria e Comércio de Algodão S/A, no campo de terra localizado nos fundos da empresa. Durante uma dessas partidas, o treinador Praxedes Ferreira, que na época comandava o Volante Atlético Clube, foi ao campo em busca de novos jogadores para seu clube. No entanto, ao observar a partida, viu uma oportunidade de criar um novo clube de futebol amador no município. A ideia foi prontamente aceita pelos diretores da empresa, que acreditavam que o projeto ajudaria na divulgação da marca. Assim, no dia 1.º de maio de 1963, surgiu o Icasa Esporte Clube, que, apenas 11 dias depois, se filiou à Liga Desportiva Juazeirense (LDJ) para participar do campeonato local.
Em 1998, o clube perdeu uma ação judicial movida por um ex-atleta, o que levou ao encerramento de suas atividades. No ano seguinte, o dirigente Kléber Lavor, com o objetivo de representar a cidade de Juazeiro do Norte, fundou o Juazeiro Empreendimentos Esportivos, equipe que conquistou o vice-campeonato estadual naquele ano. Cerca de dois anos depois, Zacarias Silva propôs a refundação do Icasa, sob um novo nome, com o objetivo de contornar as dívidas antigas. Assim, no dia 7 de janeiro de 2002, foi fundada a Associação Desportiva Recreativa Cultural (ADRC) Icasa.

### Primeiros anos
A ADRC Icasa iniciou suas atividades na segunda divisão estadual, campeonato que conquistou em 2003. No ano seguinte, o clube disputou pela primeira vez a primeira divisão, terminando em sétimo lugar. No entanto, teve um desempenho notável, conquistando o vice-campeonato em 2005, 2007 e 2008. Em 2009, teve um desempenho abaixo no campeonato, sendo o único participante rebaixado naquela edição. No entanto, o clube se recuperou rapidamente e, no ano seguinte, conquistou o título da segunda divisão, garantindo seu retorno à primeira divisão estadual.

### Desempenho em competições nacionais
Graças ao bom desempenho nos campeonatos estaduais, o Icasa garantiu vagas para disputar a Série C do Campeonato Brasileiro, estreando na competição nacional em 2005. Em 2009, conquistou o acesso à Série B ao chegar às semifinais, após eliminar o Paysandu nas quartas de final. A estreia na segunda divisão nacional aconteceu em 8 de maio de 2010, quando o clube perdeu para o Santo André no estádio Governador Plácido Castelo, em Fortaleza. Ao final daquela competição, o clube somou 49 pontos e ficou na 12.ª posição. Em 2011, o desempenho foi inconsistente, e o clube acabou sendo rebaixado para a Série C, finalizando a competição na 17.ª posição.
No retorno à terceira divisão nacional, o Icasa chegou à final, mas foi derrotado pelo Oeste. Apesar de não conquistar o título, o resultado garantiu o acesso do clube à segunda divisão. Em 2013, terminou na quinta posição, ficando a apenas um ponto do Figueirense, quarto colocado, e quase conquistando o acesso à primeira divisão nacional. O episódio, no entanto, resultou em uma disputa judicial, já que o clube catarinense cometeu uma irregularidade ao escalar um jogador de forma indevida. Em 2014, o Icasa entrou com uma ação no Superior Tribunal de Justiça Desportiva buscando garantir a vaga na elite nacional, mas não obteve sucesso. Mesmo assim, o clube moveu uma ação na justiça contra a Confederação Brasileira de Futebol requerendo 18 milhões de reais em danos materiais, valor referente às cotas que teria recebido caso tivesse participado da primeira divisão. Em 2018, o Icasa venceu a petição.

### Sucessivos rebaixamentos
Apesar de ter conquistado os títulos da Copa Fares Lopes em 2014 e 2021, o Icasa enfrentou sucessivos rebaixamentos. Em 2014, caiu da segunda para a terceira divisão nacional e, no ano seguinte, foi rebaixado para a quarta divisão. No cenário estadual, foi rebaixado para a segunda divisão cearense em 2016, onde permaneceu até 2020, quando retornou à elite ao conquistar o título. No entanto, em 2022, foi novamente rebaixado após perder pontos devido a uma irregularidade na escalação de um jogador.

## Títulos
Embora torcedores e diretores celebrem e reconheçam os feitos do extinto Icasa, a Federação Cearense de Futebol não considera a ADRC Icasa como sucessora do Icasa Esporte Clube. Nos registros da federação, constam duas entradas distintas: uma para o extinto clube e outra para o atual.
| Estaduais                             | Estaduais | Estaduais         | Estaduais |
| Competição                            | Títulos   | Temporadas        |           |
| ------------------------------------- | --------- | ----------------- | --------- |
| Campeonato Cearense - Segunda Divisão | 3         | 2003, 2010 e 2020 |           |
| Copa Fares Lopes                      | 2         | 2014 e 2021       |           |